# U-Bahn-Linie U1 (Berlin)
| |                                            |                                     |                                     |
| Streckenlänge: | 9,0 km                                     |                                     |                                     |
| Spurweite: | 1435 mm (Normalspur)                       |                                     |                                     |
| Stromsystem: | obenbestrichene Seitenstromschiene 750 V = |                                     |                                     |
| |                                            |                                     |                                     |
| \| \| 8,7 \| Warschauer Straße (WA) \| Warschauer Straße (WA) \| \| \| \| \| \| \| \| \| zur Abstellanlage Warschauer Straße \| \| \| \| 8,4 \| Osthafen bis 1945 \| Osthafen bis 1945 \| \| \| 7,9 \| Schlesisches Tor (S) \| Schlesisches Tor (S) \| \| \| 7,0 \| Görlitzer Bahnhof (Gr) \| Görlitzer Bahnhof (Gr) \| \| \| 6,3 \| Kottbusser Tor (Kbo) \| Kottbusser Tor (Kbo) \| \| \| 5,4 \| Prinzenstraße (Pr) \| Prinzenstraße (Pr) \| \| \| 4,4 \| Hallesches Tor (Ho) \| Hallesches Tor (Ho) \| \| \| 3,9 \| Möckernbrücke (Mo) \| Möckernbrücke (Mo) \| \| \| \| ehemals zur Strecke A \| \| \| \| 3,3 \| Gleisdreieck (Go) \| Gleisdreieck (Go) \| \| \| \| \| \| \| \| \| Dennewitzstraße unter Tunnelbrücke \| \| \| \| 2,2 \| Kurfürstenstraße (Kus) \| Kurfürstenstraße (Kus) \| \| \| \| Übergangsgleis zur Strecke BI \| \| \| \| 1,7 \| Nollendorfplatz (Nu/Nm) \| Nollendorfplatz (Nu/Nm) \| \| \| \| Abzweig Linie U2 \| \| \| \| 0,9 0,0 \| Wittenbergplatz (Wt) \| Wittenbergplatz (Wt) \| \| \| \| Abzweig Strecke AII \| \| \| \| \| Abzweig Strecke AI \| \| \| \| 0,8 \| Kurfürstendamm (Kfo) \| Kurfürstendamm (Kfo) \| \| \| 1,2 \| Uhlandstraße (U) \| Uhlandstraße (U) \| \| \| 1,4 \| Kehranlage Uhlandstraße \| Kehranlage Uhlandstraße \| |                                            |                                     |                                     |
| U-Bahn-Kopfbahnhof Streckenanfang | 8,7                                        | Warschauer Straße (WA)              | Warschauer Straße (WA)              |
| |                                            |                                     |                                     |
| U-Bahn-Abzweig geradeaus und von links |                                            | zur Abstellanlage Warschauer Straße | zur Abstellanlage Warschauer Straße |
| ehemaliger U-Bahn-Haltepunkt / Haltestelle | 8,4                                        | Osthafen bis 1945                   | Osthafen bis 1945                   |
| U-Bahn-Bahnhof | 7,9                                        | Schlesisches Tor (S)                | Schlesisches Tor (S)                |
| U-Bahn-Haltepunkt / Haltestelle | 7,0                                        | Görlitzer Bahnhof (Gr)              | Görlitzer Bahnhof (Gr)              |
| U-Bahn-Bahnhof | 6,3                                        | Kottbusser Tor (Kbo)                | Kottbusser Tor (Kbo)                |
| U-Bahn-Haltepunkt / Haltestelle | 5,4                                        | Prinzenstraße (Pr)                  | Prinzenstraße (Pr)                  |
| U-Bahn-Bahnhof | 4,4                                        | Hallesches Tor (Ho)                 | Hallesches Tor (Ho)                 |
| U-Bahn-Bahnhof | 3,9                                        | Möckernbrücke (Mo)                  | Möckernbrücke (Mo)                  |
| U-Bahn-Abzweig geradeaus, ehemals nach links und ehemals nach rechts |                                            | ehemals zur Strecke A               | ehemals zur Strecke A               |
| U-Bahn-Bahnhof | 3,3                                        | Gleisdreieck (Go)                   | Gleisdreieck (Go)                   |
| U-Bahn-Tunnelanfang |                                            |                                     |                                     |
| |                                            | Dennewitzstraße unter Tunnelbrücke  |                                     |
| U-Bahn-Haltepunkt / Haltestelle (im Tunnel) | 2,2                                        | Kurfürstenstraße (Kus)              | Kurfürstenstraße (Kus)              |
| U-Bahn-Abzweig geradeaus und von links (im Tunnel) |                                            | Übergangsgleis zur Strecke BI       | Übergangsgleis zur Strecke BI       |
| U-Bahn-Bahnhof (im Tunnel) | 1,7                                        | Nollendorfplatz (Nu/Nm)             | Nollendorfplatz (Nu/Nm)             |
| U-Bahn-Abzweig geradeaus und von links (im Tunnel) |                                            | Abzweig Linie U2                    | Abzweig Linie U2                    |
| U-Bahn-Bahnhof (im Tunnel) | 0,9 0,0                                    | Wittenbergplatz (Wt)                | Wittenbergplatz (Wt)                |
| U-Bahn-Abzweig geradeaus und nach links (im Tunnel) |                                            | Abzweig Strecke AII                 | Abzweig Strecke AII                 |
| U-Bahn-Abzweig geradeaus und nach rechts (im Tunnel) |                                            | Abzweig Strecke AI                  | Abzweig Strecke AI                  |
| U-Bahn-Bahnhof (im Tunnel) | 0,8                                        | Kurfürstendamm (Kfo)                | Kurfürstendamm (Kfo)                |
| U-Bahn-Bahnhof (im Tunnel) | 1,2                                        | Uhlandstraße (U)                    | Uhlandstraße (U)                    |
| | 1,4                                        | Kehranlage Uhlandstraße             | Kehranlage Uhlandstraße             |

Die Linie U1 der Berliner U-Bahn hat 13 Stationen und ist 9,0 km lang. Die benutzte Strecke wurde ab 1928 mit dem Buchstaben ‚B‘ bezeichnet. Sie verläuft in Ost-West-Richtung, wobei sie unmittelbar südlich der Trasse der historischen Schlesischen Bahn (Verlängerung der Stadtbahn) am S-Bahnhof Warschauer Straße beginnt, Kreuzberg durchquert und über den Wittenbergplatz den Kurfürstendamm erreicht. Die U1 führt durch die Bezirke Friedrichshain-Kreuzberg, Mitte, Tempelhof-Schöneberg und Charlottenburg-Wilmersdorf. Der östliche Abschnitt der U1, eine aufgeständerte Hochbahn, stellt die älteste U-Bahn-Strecke Berlins dar. Wie die Linien U2, U3 und U4 gehört sie zum vor 1914 eröffneten Teilnetz der Berliner U-Bahn, das wegen der schmaleren Fahrzeuge und Tunnel als „Kleinprofil-Netz“ bezeichnet wird.
Während der Hauptabschnitt Wittenbergplatz – Schlesisches Tor seit der Umstellung der Linienbezeichnungen von Buchstaben auf Zahlen 1966 die Nummer „1“ (ab 1984 mit einem vorgestellten „U“) trägt, wechselte der westliche Endpunkt zweimal. Zu Zeiten, als das Musical Linie 1 geschrieben wurde (1986), fuhren die Züge der Linie U1 noch von Ruhleben zum Schlesischen Tor. Diese Linienführung wurde seit 1993 nur noch temporär durch die Linie U12 befahren.
Von 1993 bis 2004 verkehrte auf der Strecke Uhlandstraße – Schlesisches Tor (zunächst nur bis Kottbusser Tor) die Linie U15, die nun von Krumme Lanke kommende Linie U1 bediente den Abschnitt östlich des Nollendorfplatzes ab 2003 nur zu bestimmten Zeiten. Bis 2003 endeten die Züge der U15 außerhalb der Hauptverkehrszeit am Wittenbergplatz.

## Verlauf
Die U-Bahn-Linie U1 verläuft die meiste Zeit (Warschauer Straße – Gleisdreieck) oberirdisch und vom Bahnhof Kurfürstenstraße bis zur Endhaltestelle Uhlandstraße unterirdisch. Der oberirdisch verlaufende Abschnitt folgt fast vollständig dem Straßenzug Warschauer Straße – Am Oberbaum – Oberbaumstraße – Skalitzer Straße – Glitschiner Straße – Hallesches Ufer. Eine lange Brücke überquert den Landwehrkanal, der ab dem Bahnhof Hallesches Tor parallel zur U-Bahn-Trasse verläuft. Ab dem Gleisdreieck führt die Trasse unter der Erde, zunächst unter der Kurfürstenstraße und der Else-Lasker-Schüler-Straße bis zum Nollendorfplatz entlang und folgt bis zur Endhaltestelle dem Straßenzug Kleiststraße – Tauentzienstraße – Kurfürstendamm.

## Geschichte

### Die Anfänge

Die Stammstrecke

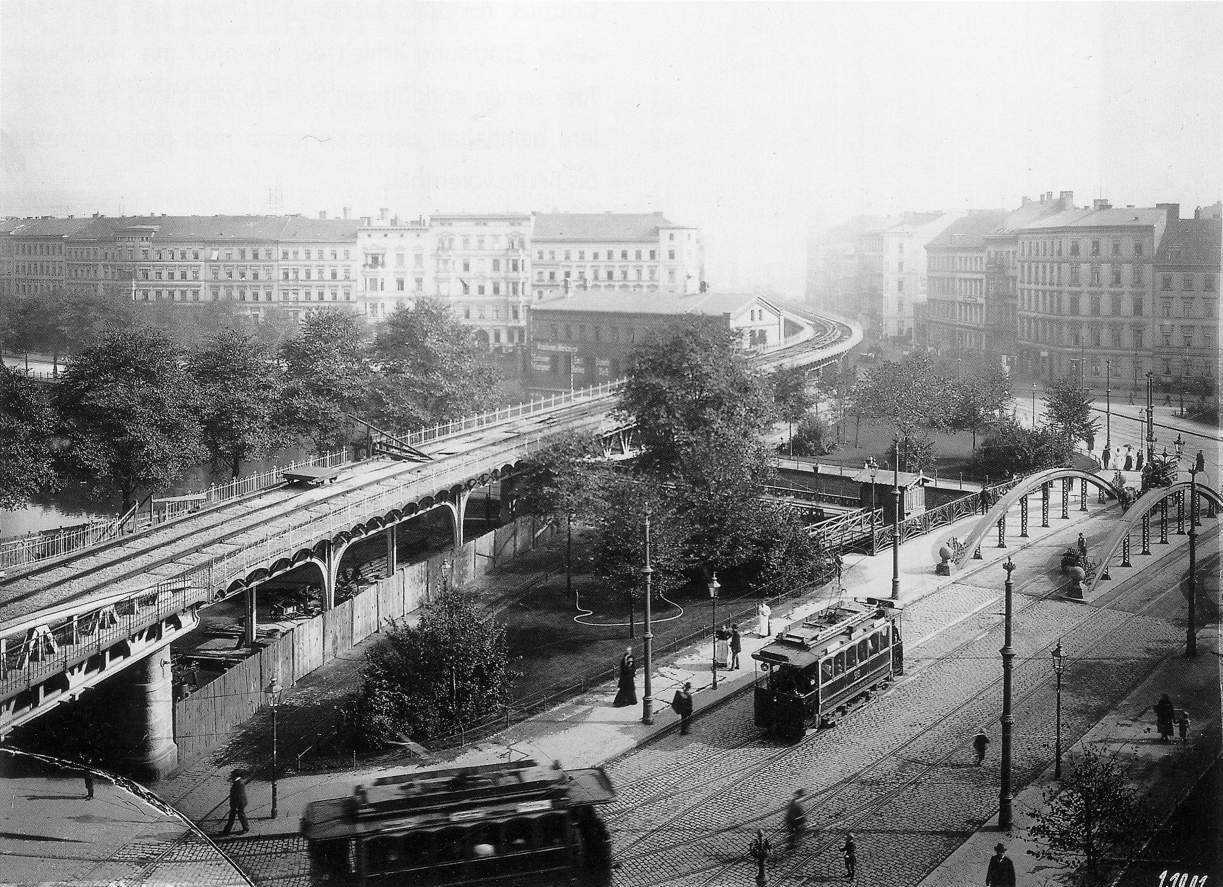
In Bau befindliche Hochbahntrasse am Wassertorplatz, 1901

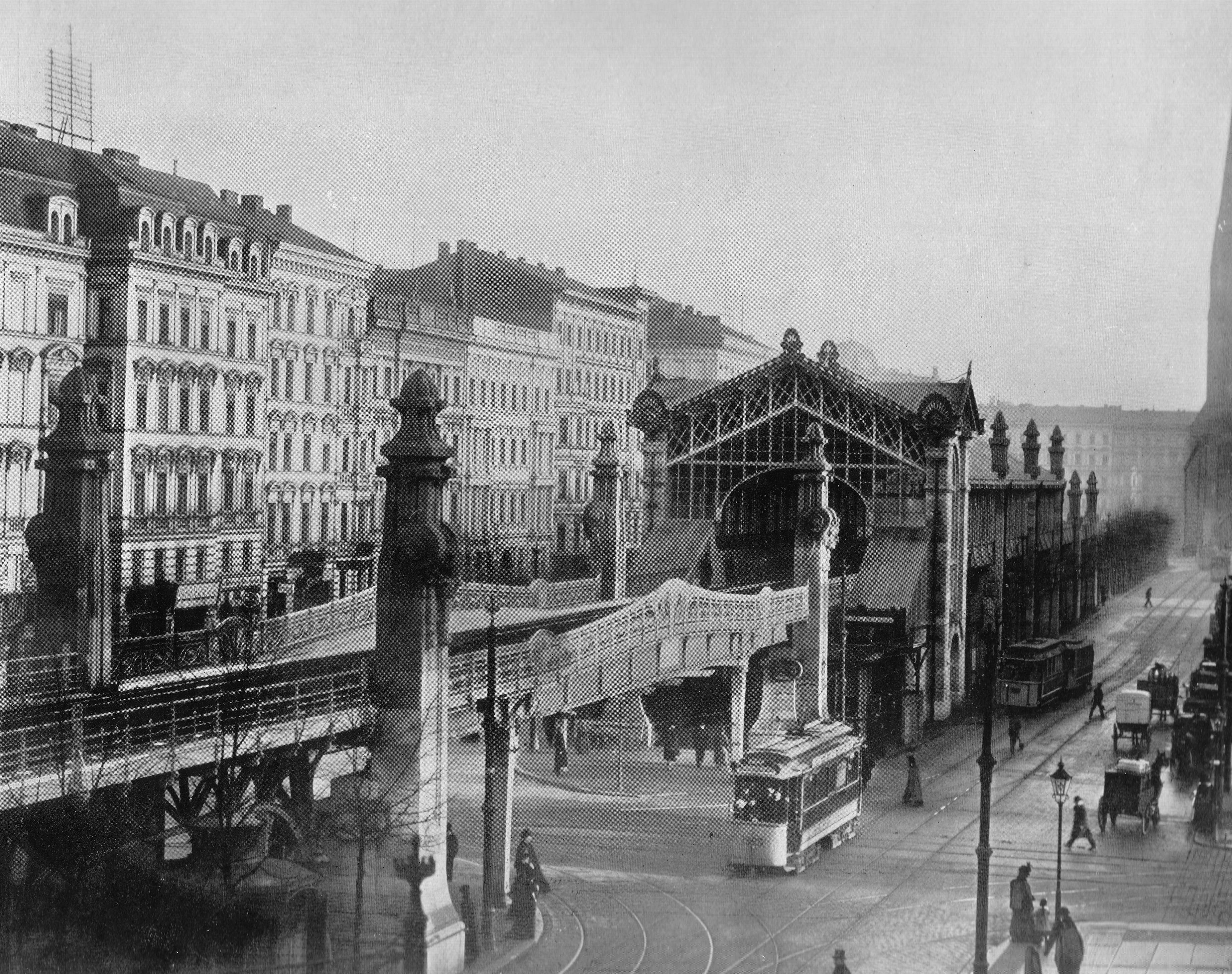
Hochbahnhof Bülowstraße, 1903

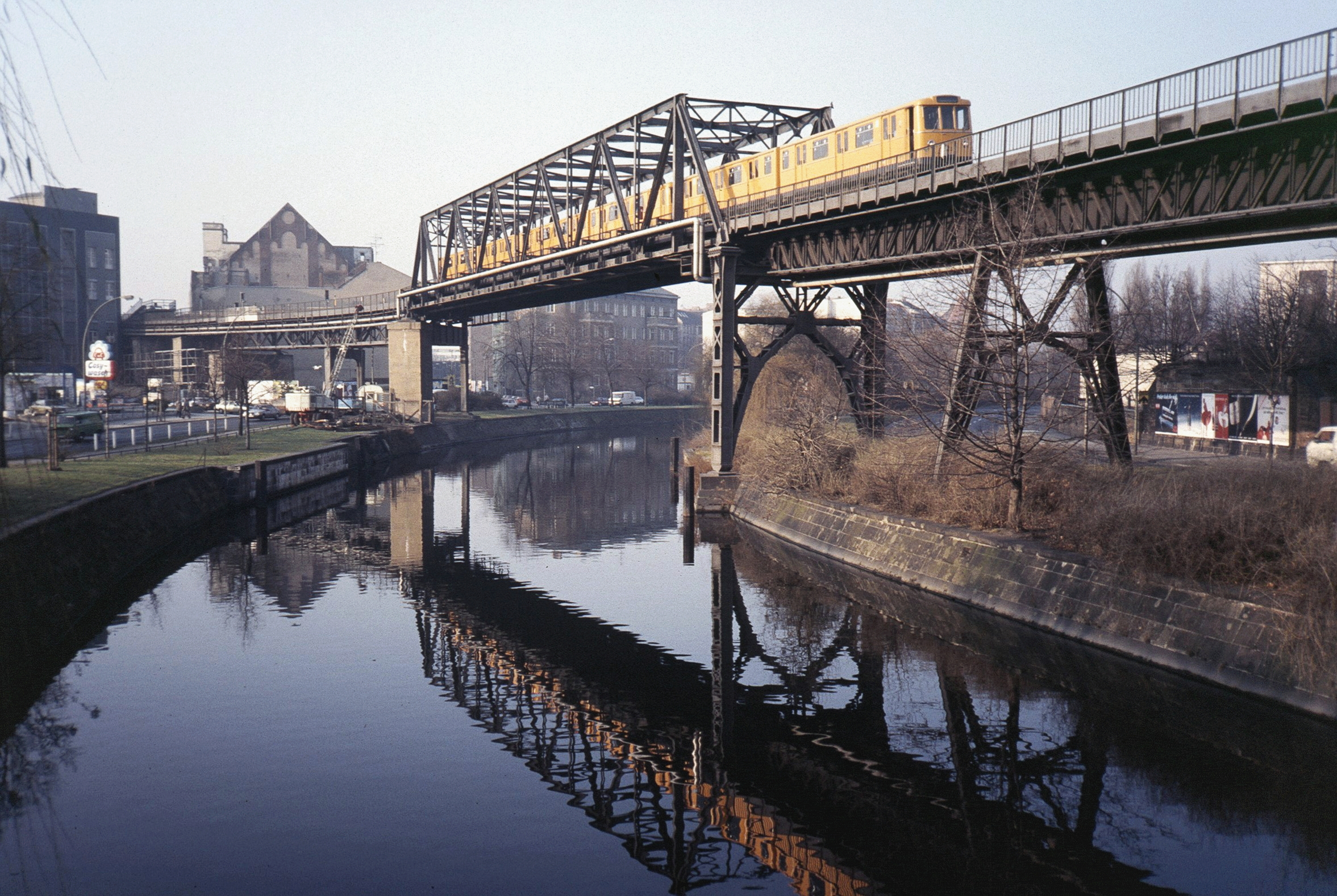
Die alte Brücke über den Landwehrkanal, 1986

Die zunehmenden Verkehrsprobleme in der Millionenstadt Berlin führten Ende des 19. Jahrhunderts zur Suche nach neuen leistungsfähigen Verkehrsmitteln. Inspiriert durch den 1880 von Werner Siemens (ab 1888: von Siemens) geäußerten Vorschlag, neue Wege zu gehen, entstanden zahlreiche Ideen für eine Hängebahn, wie sie später in Form der Wuppertaler Schwebebahn gebaut wurde oder eine Röhrenbahn wie bei der Londoner U-Bahn. Schließlich legte Siemens den Berliner Stadtvätern den Plan für eine Hochbahn nach dem Vorbild New Yorks vor. Diese fanden es jedoch unästhetisch, in der zentralen Friedrichstraße eine Hochbahn zu bauen, wie es Siemens vorgeschlagen hatte. Auch die AEG legte interessante Projektideen vor. Doch die Berliner Stadtverwaltung wehrte sich gegen Untergrundbahnen, da sie Schäden an der erst gerade errichteten Kanalisation befürchtete. In der Zwischenzeit erbaute die AEG den sogenannten Spreetunnel zwischen Stralau und Treptow. Beim Bau dieses Tunnels wurde zum ersten Mal der bergmännische Schildvortrieb angewandt. Auch wenn der Tunnel dann einer Straßenbahn diente, kann er als Vorläufer einer U-Bahn angesehen werden.
Der Bau von Hochbahnen durch die enge Friedrichstraße bzw. Leipziger Straße wurde nicht gestattet. Schließlich, nach vielen Jahren und Verhandlungen, setzte sich Siemens mit einer Hochbahntrasse von der Warschauer Brücke über Hallesches Tor und Bülowstraße durch. Die Widerstände gegen das in Berlin neuartige Verkehrsmittel erschienen bei dieser Streckenführung überwindbar, zudem versprach sie, die Stadtbahn zu einem inneren Ring zu ergänzen. Die private Firma Siemens & Halske führte als Bauherr auch alle Bauarbeiten aus. Der erste Spatenstich war am 10. September 1896 in der Gitschiner Straße. Die Bauarbeiten mussten schnell gehen, denn der bei der Konzessionsvergabe abgeschlossene Vertrag mit der Stadt Berlin sah vor, dass die Strecke innerhalb von zwei Jahren fertig sein musste, sonst hätte eine Strafe von 50.000 Mark (kaufkraftbereinigt in heutiger Währung: rund 438.000 Euro) gedroht.
Für die Hochbahn entwickelten die Ingenieure spezielle Hochbahnpfeiler. Da diese den Berlinern überhaupt nicht gefielen, wurde 1902 der Architekt Alfred Grenander beauftragt, eine künstlerische Lösung für dieses Problem vorzulegen. Der Schwede Grenander blieb fast 30 Jahre lang „Hausarchitekt“ der Hoch- und U-Bahn.
Nach zähen Verhandlungen mit der Stadt Charlottenburg wurde beschlossen, in der Tauentzienstraße keine Hochbahn, sondern eine Unterpflasterbahn zu bauen und die Strecke bis zum Knie (dem heutigen Ernst-Reuter-Platz) zu führen. Die Vorgabe, die Strecke bis zum 1. Januar 1900 fertigzustellen, konnte jedoch nicht eingehalten werden. Die neue Führung des Berliner Stadtbauamtes betrachtete das Thema U-Bahn mit deutlich größerem Wohlwollen. Da die U-Bahn offensichtlich keine Schäden an der damals neuen Kanalisation anrichtete, sollte eine unterirdische Abzweigung zum Potsdamer Platz entstehen. Damit war nun auch eine weitere Verlängerung ins damalige Berliner Stadtzentrum jederzeit möglich. Die staatliche Genehmigung für die Planungsänderungen ging in einem Nachtrag am 1. November 1900 an die Hochbahngesellschaft.
Das Gesamtprojekt der Hoch- und Untergrundbahn hatte jetzt eine Länge von 10,1 km. Der größte Teil der Trasse, ungefähr acht Kilometer, sollte auf Viadukten errichtet werden und elf Hochbahnhöfe verbinden. Dazu kamen noch zwei Kilometer Tunnelstrecke mit drei U-Bahnhöfen. Die damaligen Planer konnten sich nicht vorstellen, dass später 8-Wagen-Züge benötigt würden, sie ließen die Bahnsteige mit 80 Metern Länge errichten. Dies reichte gerade für 6-Wagen-Züge.
Im ersten Jahr nach der Jahrhundertwende waren sechs Kilometer Strecke fertiggestellt. Nach etwa fünfeinhalbjähriger Bauzeit war die Stammstrecke fertig. Am 15. Februar 1902 fand die sogenannte Ministerfahrt auf der Strecke Potsdamer Platz – Zoologischer Garten – Stralauer Tor – Potsdamer Platz statt. Diese hieß so, weil viele Berliner Persönlichkeiten an der Eröffnungsfahrt teilnahmen, unter anderem auch der preußische Minister für öffentliche Arbeiten, Karl von Thielen. Am 18. Februar 1902 wurde die erste Teilstrecke der Berliner U-Bahn offiziell eröffnet (Stralauer Tor – Potsdamer Platz). Bereits im März wurde die westliche Stammstrecke zum Zoologischen Garten eröffnet, die schon am 14. Dezember bis zum damaligen Knie verlängert werden konnte (sie verlief zwischen dem Gleisdreieck und dem Wittenbergplatz allerdings auf der Trasse der heutigen U2). Am 17. August wurde außerdem die Strecke zum Stralauer Tor um 380 Meter bis zur Warschauer Brücke verlängert. Dort bestand Anschluss an die Flachbahn, eine Straßenbahnlinie, die ebenfalls von der Hochbahngesellschaft betrieben wurde.
Es gab zwei Linien:
- Warschauer Brücke – Abzweig Potsdamer Platz – Zoologischer Garten
- Warschauer Brücke – direkt ohne Abzweig – Zoologischer Garten

### U-Bahn nach Dahlem und der Abzweig zur Uhlandstraße

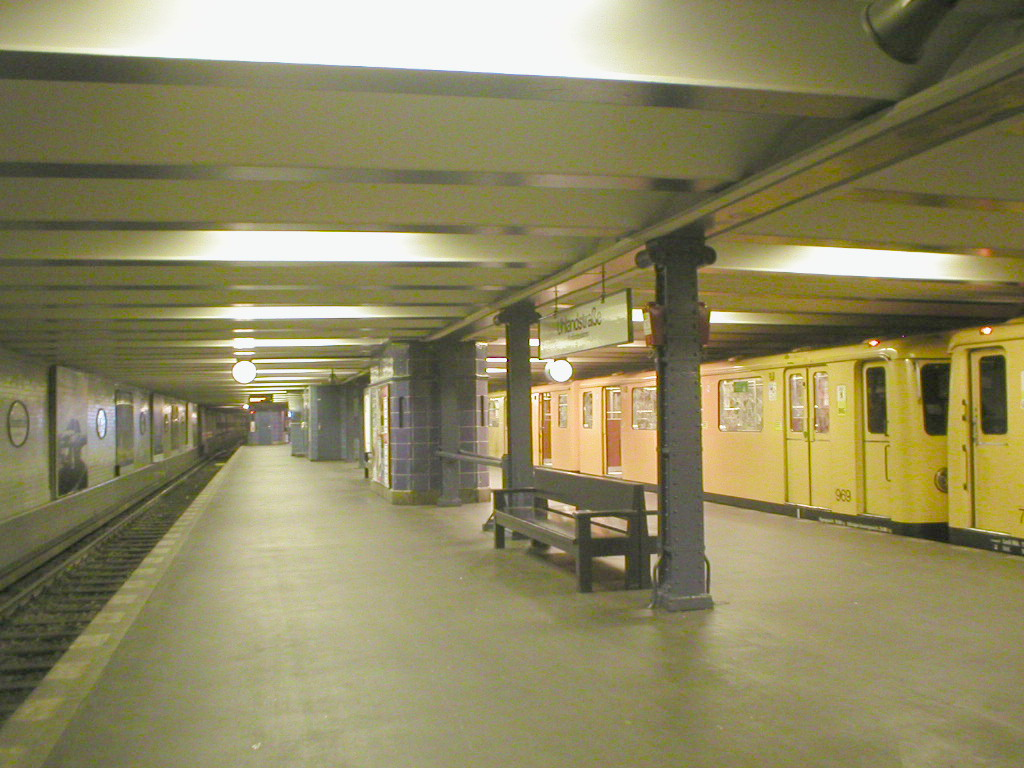
U-Bahnhof Uhlandstraße (U1)

Im Sommer 1907 schlug die Hochbahngesellschaft der jungen Stadt Wilmersdorf den Bau einer U-Bahn durch Wilmersdorfer Gebiet vor. Vorgesehen war eine Strecke bis zum Nürnberger Platz und, falls Wilmersdorf dies bezahlen würde, weiter bis zum Breitenbachplatz. Da die Gemeinde Wilmersdorf eine schlechte Verkehrsanbindung hatte, nahmen die Wilmersdorfer Stadtväter diesen Vorschlag erfreut auf. Auch hatte die Königliche Domäne Dahlem, die südlich von Wilmersdorf lag und noch unbebaut war, großes Interesse an einer U-Bahn-Verbindung. Diese wollte die projektierte Strecke vom Breitenbachplatz weiter bis zum Thielplatz bauen.
Nun ergab sich jedoch ein großes Problem. Die künftige Strecke würde teilweise über Charlottenburger Gebiet verlaufen. Und diese damals selbstständige Stadt sah in der ebenfalls selbstständigen Stadt Wilmersdorf einen Konkurrenten bei der Ansiedlung finanzstarker Steuerzahler. Es wurden lange Verhandlungen geführt, bis sich schließlich im Sommer 1910 ein Vorschlag durchsetzte: Neben der bereits geplanten sollte eine weitere Strecke unter dem Kurfürstendamm mit dem Endbahnhof Uhlandstraße gebaut werden.
Noch im selben Sommer begannen hierfür die Bauarbeiten. Auf der heutigen Linie U1 wurde nur der Bahnhof Uhlandstraße erbaut, den Zwischenbahnhof Kurfürstendamm gab es erst Jahrzehnte später. Von 1966 bis 1992 trug der Abschnitt zum Bahnhof Uhlandstraße die Linienbezeichnung ‚3‘ bzw. ‚U3‘, danach bis 2004 die Linienbezeichnung ‚U15‘.

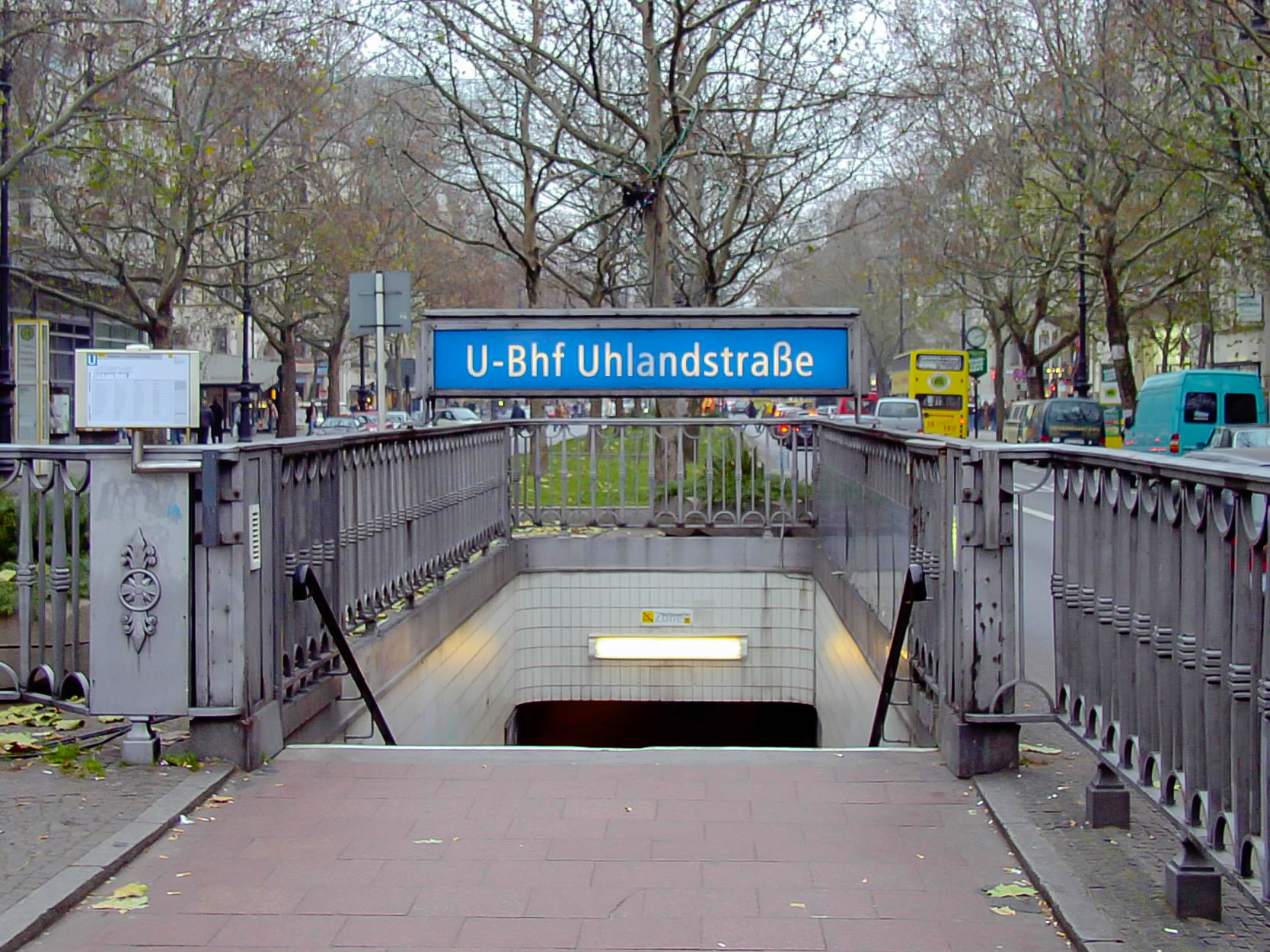
Eingang des U-Bahnhofs Uhlandstraße (Richtung Osten)

Der vorher zweigleisige U-Bahnhof Wittenbergplatz, der mit nur zwei Seitenbahnsteigen ausgerüstet war, musste komplett umgebaut werden. Es entstand nun ein Bahnhof mit fünf Gleisen, ein sechstes wurde vorbereitet und eine Vorhalle gebaut. Die Gemeinden Wilmersdorf und Charlottenburg legten viele Vorschläge vor. Schließlich empfahl der königliche Polizeipräsident aber die Idee des Hausarchitekten der Hochbahngesellschaft, Alfred Grenander.
Die zusätzliche Linie zur Uhlandstraße, die Charlottenburg im Verhandlungspoker gewonnen hatte, bestand aus nur einem Bahnhof. Die Strecke zweigte am Wittenbergplatz ab und fuhr unter dem Kurfürstendamm zum U-Bahnhof Uhlandstraße. Geplant war weiterhin eine Verlängerung nach Halensee, jedoch bekam die Linie erst 1961 mit dem Bau der Strecke der U9 einen weiteren Bahnhof, den U-Bahnhof Kurfürstendamm. Bis heute ist geplant, die Linie gen Westen zu verlängern. Dazu sind beim Bau des ICC im Verlauf der Neuen Kantstraße Bauvorbereitungen getroffen worden. Auch unter dem Bahnhof der U7 Adenauerplatz befindet sich der Rohbau eines weiteren Bahnhofs.
Nach relativ kurzer Bauzeit wurde die Kurfürstendamm-Linie, wie sie darauf genannt wurde, gemeinsam mit der Dahlem-Strecke am 12. Oktober 1913 eröffnet. Beide Strecken zusammen waren etwa zehn Kilometer lang. Dies war der letzte U-Bahn-Bau in Berlin vor dem Ersten Weltkrieg, der am 1. August 1914 begann. Erst zehn Jahre später wurde das nächste U-Bahn-Teilstück eröffnet.

### Das neue Gleisdreieck

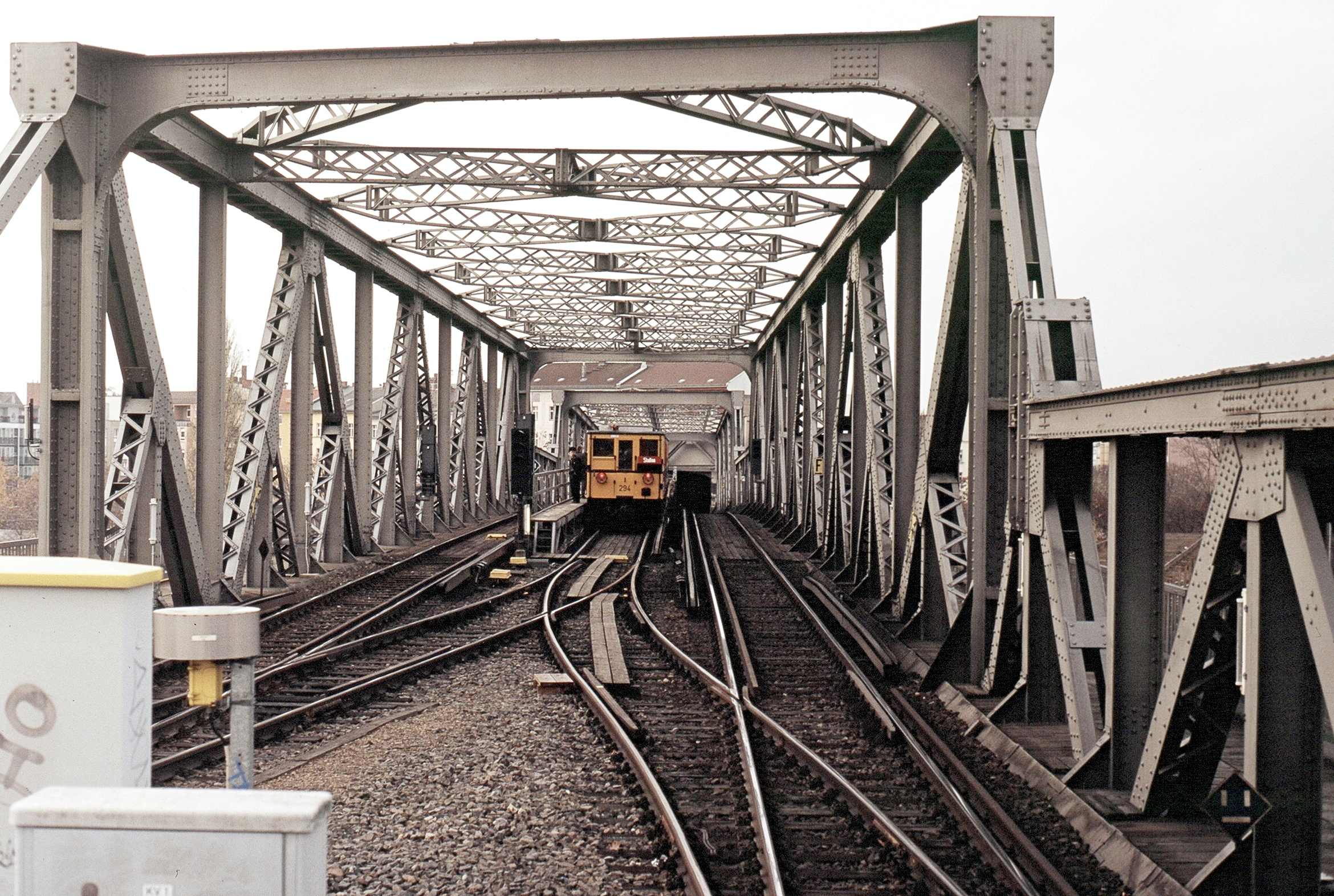
Gleisdreieck im November 2006, Blick vom oberen Bahnsteig nach Westen: Auf der Brücke (im Mai 1913 in Betrieb genommen) steht auf dem Abstellgleis ein Zug der Baureihe A I, im Hintergrund der Tunnelmund Dennewitzstraße (Hausdurchfahrung)

Eine der gefährlichsten Stellen des gesamten U-Bahn-Netzes bildete das Gleisdreieck, das die Hauptstrecke zwischen Warschauer Brücke und Zoologischer Garten mit der Zweigstrecke zum Potsdamer Platz verband. Diese Abzweigung wurde allein durch Signale abgesichert, sodass ein unaufmerksamer Zugführer eine Katastrophe auslösen konnte. Am 26. September 1908 geschah solch ein Unglück. Ein U-Bahn-Zug fuhr einem anderen Zug in die Flanke und drückte zwei Wagen aus dem Gleis. Einer der Wagen stürzte dabei vom Viadukt. 21 Fahrgäste kamen ums Leben. Daraufhin wurde ein Umbau des Gleisdreiecks angeordnet.
Im Mai 1912 begannen die Bauarbeiten. Statt eines Gleisdreiecks war jetzt eine kreuzförmige Anlage mit einem neuen U-Bahnhof Gleisdreieck geplant. Nur noch für interne Zwecke gibt es ein Verbindungsgleis zwischen beiden Strecken. Der Umbau erfolgte grundsätzlich bei vollem Betrieb, wobei verschiedene Linien kurzzeitig eingestellt wurden. Am 3. November 1912 wurde der Bahnhof Gleisdreieck eröffnet, die Bauarbeiten dauerten aber noch bis August 1913.
Das Verbindungsgleis des Gleises Richtung Pankow in Richtung Warschauer Straße bestand bis zur Wiedereröffnung nach der politischen Wende als Zuführung für Baufahrzeuge. Die Trasse ist noch heute vorhanden.

### Letzte Eröffnungen im Kleinprofil – auch auf der heutigen U1

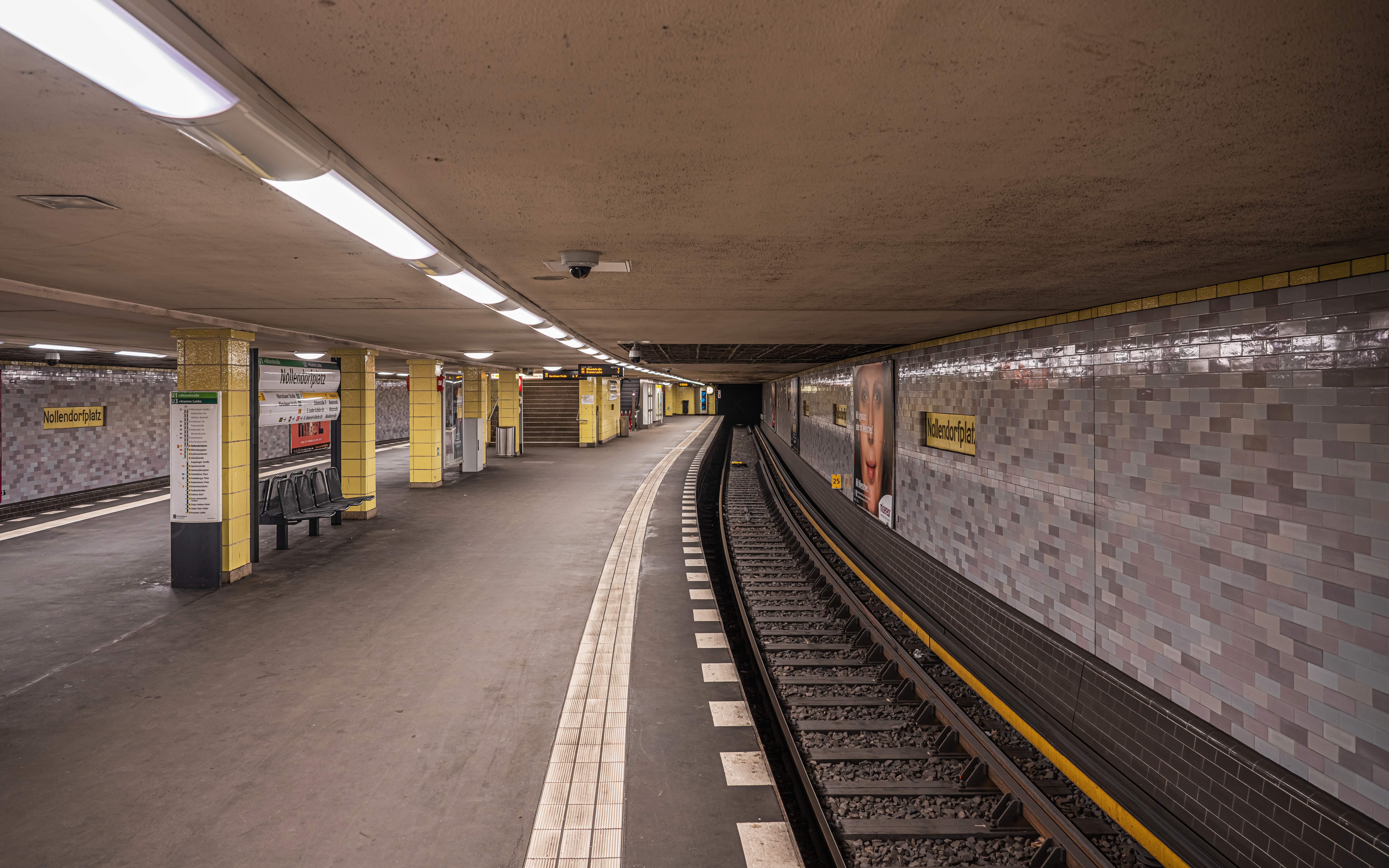
Tunnelbahnsteig Nollendorfplatz

In der Zeit der Weimarer Republik wurde das Kleinprofil-Netz nur geringfügig erweitert. So wurde das – bereits vorhandene – neue Gleisdreieck endlich fertiggestellt, das heißt, die Entlastungsstrecke von Gleisdreieck über Kurfürstenstraße zum Nollendorfplatz wurde am 24. Oktober 1926 eröffnet. Der sparsam ausgestaltete U-Bahnhof Kurfürstenstraße zeugt von der schwierigen Finanzlage der damaligen Zeit. Im Zusammenhang mit dem Bau der Entlastungsstrecke sollte auch der U-Bahnhof Nollendorfplatz umfassend umgebaut und umgestaltet werden, da die Schöneberger U-Bahn immer noch autark betrieben wurde, obwohl sie bereits seit 1920 als Eigentum der Stadt Berlin gehörte.

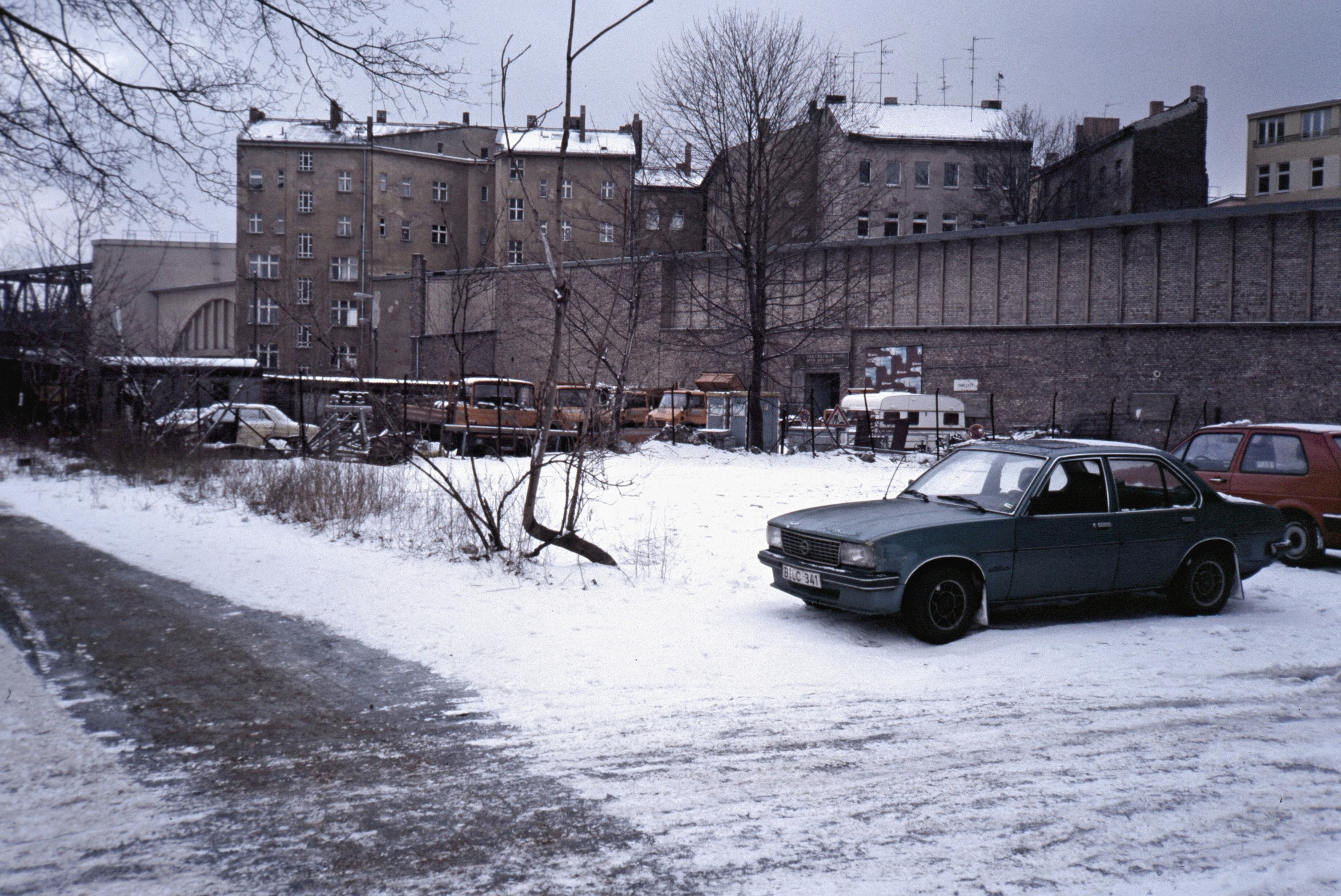
Eingehauste Rampe zwischen den Bahnhöfen Gleisdreieck und Kurfürstenstraße, 1987

Der Bahnhof Nollendorfplatz wurde gemeinsam mit der Entlastungsstrecke eröffnet. Er besitzt seitdem zwei Bahnsteige im Tunnel, die direkt übereinander liegen und identisch aussehen. Im oberen Tunnel enden die Züge aus Schöneberg und fahren aus Richtung Wittenbergplatz ein. Im unteren Tunnel halten die Züge Richtung Schöneberg und Wittenbergplatz. Es ist somit ein Bahnhof mit Richtungsverkehr, bei dem die Bahnsteige übereinander liegen. Der Hochbahnhof der heutigen Linie U2 blieb völlig unverändert. Die imposante Kuppel wurde im Zweiten Weltkrieg zerstört und erst zum hundertsten U-Bahn-Jubiläum im Jahr 2002 vereinfacht wiedererrichtet.
Westlich des Gleisdreiecks überquert die Strecke ehemaliges Eisenbahngelände, den heutigen Westteil des Parks am Gleisdreieck, und wechselt dann über eine Rampe in den Untergrund. Zunächst wird auf einer umbauten Brücke die Dennewitzstraße gekreuzt, anschließend in Hochlage ein Wohnhaus durchquert. Die folgende Rampe zum Tunnelbahnhof Kurfürstenstraße ist auf ihrer ganzen Länge eingehaust.

### Kriegsschäden
Aufgrund der starken Zerstörungen im Zweiten Weltkrieg wurde der Hochbahnhof Osthafen aufgegeben.
Am 2. Mai 1945 sprengte die SS den Nord-Süd-Tunnel der S-Bahn unter dem Landwehrkanal. Dabei wurde die kreuzende Brücke der Hochbahn in Mitleidenschaft gezogen. Bis zu ihrer Wiederherstellung am 27. April 1947 wurde der Verkehr am Gleisdreieck gebrochen. Auch der Abschnitt zwischen Uhlandstraße und Wittenbergplatz stand als Folge der Sprengung vorübergehend unter Wasser.

### Ein neuer Bahnhof an der Kurfürstendammstrecke
Aufgrund der neuen Sektorenverwaltung in Berlin fixierten sich die West-Berliner beim Wiederaufbau der Nachkriegszeit auf Busse und Straßenbahnen, die den Ostsektor umfuhren. Außerdem brauchten die bevölkerungsreichen Bezirke Steglitz, Wedding und Reinickendorf eine Schnellbahnverbindung zum damals neu entstandenen Zentrum um den Zoologischen Garten. Diese Verkehrsbedürfnisse konnten jedoch nicht mit Streckenverlängerungen erreicht werden, sodass ein Neubau nötig war. Deshalb konzipierte man, nach dem damals geltenden Buchstabenkonzept, die Linie G (heute: U9). Sie sollte von der Osloer Straße über das Weddinger Zentrum am Leopoldplatz, das Moabiter Zentrum an der Turmstraße, das West-Zentrum mit Zoo und Kurfürstendamm, die Bundesallee und der Schloßstraße zum Rathaus Steglitz geführt werden. Diese Linie war nun bereits die dritte Nord-Süd-Linie, nach den Linien C (U6) und D (U8).
Zusätzlich zur neu gebauten Linie G sollte auch ein U-Bahnhof an der damaligen U3 (heute: U1) eröffnet werden. Schließlich war hier das neue Zentrum West-Berlins entstanden, die ehemaligen Zentren im Osten wie der Potsdamer Platz, die Schönhauser Allee oder der Alexanderplatz waren aufgrund der politischen Verhältnisse unattraktiv geworden. Für den Bau des Bahnhofs Kurfürstendamm wählte man eine relativ einfache Methode: Statt den Bahnhof bei laufendem Betrieb zu bauen, was im Übrigen sehr kostenaufwendig gewesen wäre, wurde die „Stummellinie“ während der Bauzeit nicht bedient. So konnte der Umsteigebahnhof gut an der Kreuzung von Joachimsthaler Straße und Kurfürstendamm gebaut werden.
Die Linie G sollte am 2. September 1961 in Betrieb genommen werden. Doch bereits am 13. August sperrte die DDR-Regierung die Sektorengrenze und errichtet die Berliner Mauer. Deshalb wurde der Eröffnungstermin auf den 28. August vorverlegt, was die Notwendigkeit dieser neuen U-Bahn-Strecke bewies. Dadurch wurde auch die Wiedereröffnung der Kurfürstendamm-Linie vorgezogen.

### Fall der Mauer und Wiedervereinigung der Netze

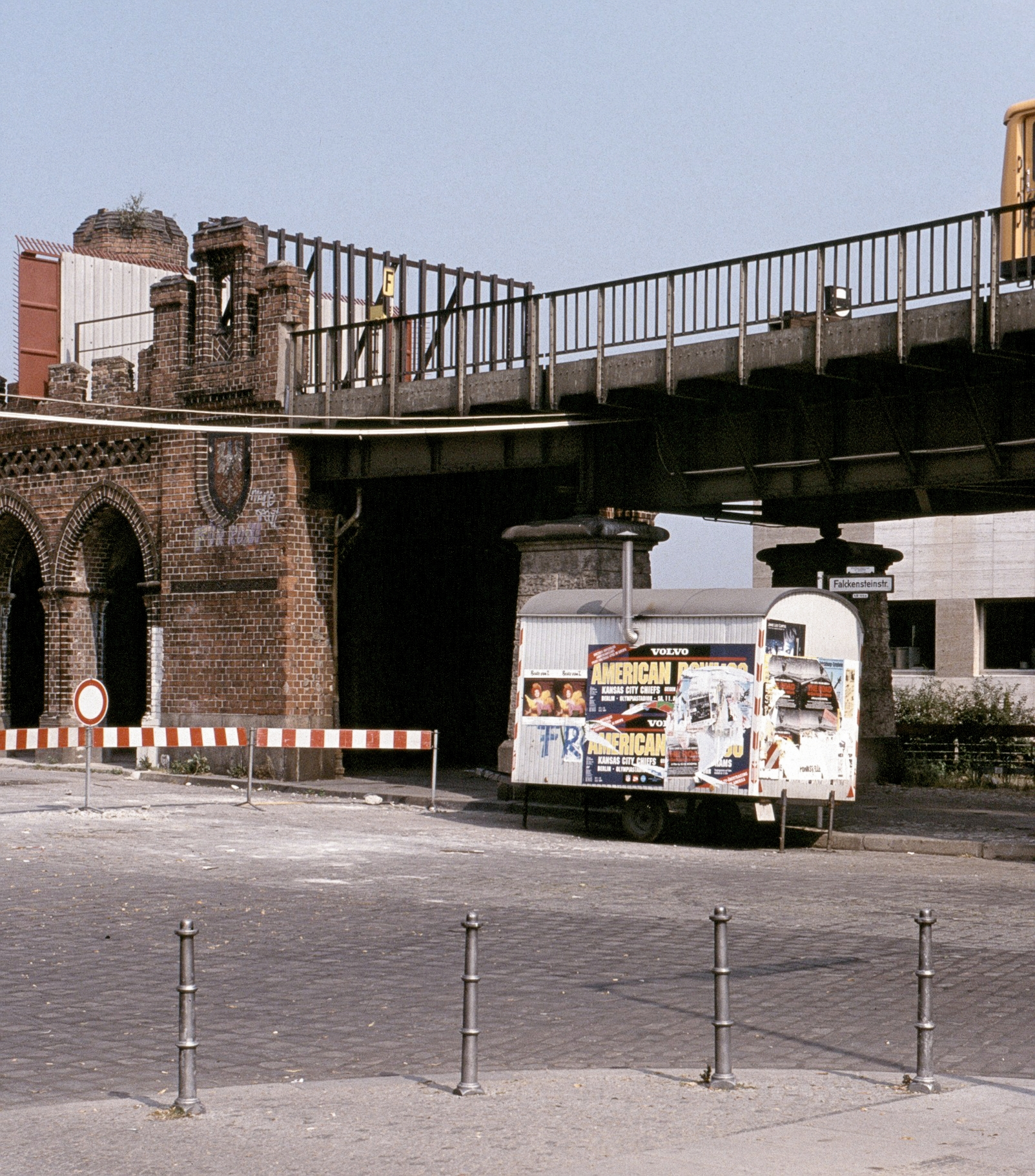
„Mauer“ auf der Trasse an der Oberbaumbrücke, 1990

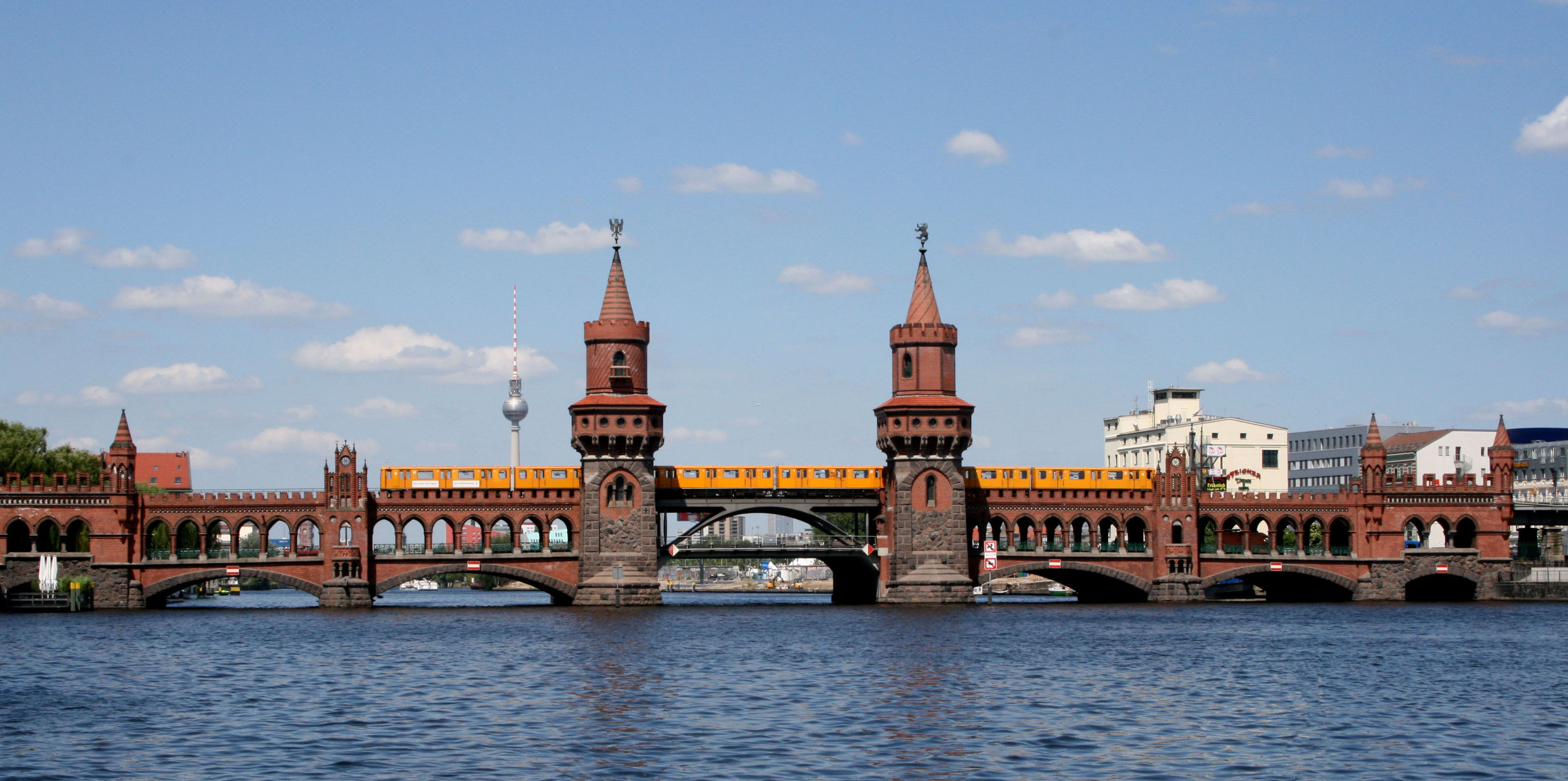
Seit 1995 ist die U-Bahn über die Oberbaumbrücke wieder in Betrieb

Nachdem am 9. November 1989 die Mauer gefallen und am 3. Oktober 1990 die DDR der Bundesrepublik Deutschland beigetreten war, bestand die Notwendigkeit, die beiden U-Bahn-Betriebe von Ost und West wieder zu vereinigen. Während ab 1993 die Züge der Linie U2 wieder durchfuhren, endete die U1 immer noch am Bahnhof Schlesisches Tor.
Als im November 1993 die wieder durchgängig befahrene Strecke der U2 eröffnet wurde, beschloss man, auch gleich das U-Bahn-Netz umzugestalten. U1 und U2 tauschten ihre westlichen Streckenäste und die U3 wurde durch die U15 ersetzt, die, gemeinsam mit der U1 vom U-Bahnhof Wittenbergplatz noch weiter bis zum Schlesischen Tor fuhr, anfangs jedoch nur in der Hauptverkehrszeit. Gleichzeitig wurde die U12 eingeführt.

U-Bahn-Züge auf der Oberbaumbrücke

Das Streckenstück vom Schlesischen Tor zur Warschauer Brücke, 1902 eröffnet, war aufgrund des Mauerbaus im August 1961 eingestellt worden. Danach endeten die Züge am Schlesischen Tor, da der Bahnhof Warschauer Brücke zu Ost-Berlin gehörte. Über Jahre hin verfiel dieser Bahnhof immer mehr, auch wenn er teilweise von Betrieben der DDR genutzt wurde. Auch eine Aufnahme in die Liste „Nationale Kulturerben der DDR“ konnten den Verfall nicht aufhalten.
Im Jahr 1992 begannen die ersten Bauarbeiten für die Wiederinbetriebnahme der Strecke. Es waren zahlreiche Sanierungsarbeiten auszuführen, auch Neubauten waren nötig, da einige Gebäude des Bahnhofs zu DDR-Zeiten abgerissen worden waren. Als erstes wurde die Oberbaumbrücke saniert, die sich in einem sehr desolaten Zustand befand. Der spanische Architekt Santiago Calatrava gewann die Ausschreibung und entwarf die Pläne zur Sanierung der Brücke. Neben dieser war auch noch der Bahnhof selber mit seinen drei Bahnsteigkanten, das alte Stellwerk und die Wagenhalle an der Rudolfstraße instand zu setzen. Am 14. Oktober 1995 fuhr dann der erste Zug wieder zum heutigen Bahnhof, der als Bahnhof Warschauer Straße zumindest nominell zum Umsteigebahnhof von U-Bahn und S-Bahn erklärt wurde. Das seitdem geplante Heranrücken der U-Bahnsteige bis an die S-Bahn wurde bisher nicht realisiert und blieb auch bei der Sanierung der S-Bahnhofsanlage aus finanziellen Gründen weiter zurückgestellt. Stattdessen soll ein verlängerter Fußgängersteg das Umsteigen zwischen den Bahnen erleichtern.
Mit der Wiedereröffnung der Strecke über die Oberbaumbrücke wurden auch die damaligen zwei Hochbahnlinien, die U1 und U15, bis zur Warschauer Straße verlängert. Nun wurde die Strecke hauptsächlich durch die U1 auf der gesamten Strecke bedient, unter der Liniennummer U15 verkehrten die Züge außer in der Hauptverkehrszeit nur zwischen Uhlandstraße und Wittenbergplatz. Ab 2003 verkehrte die U15 auch im Nachtverkehr und wurde zudem zu allen Zeiten bis zur Warschauer Straße geführt. Die U1 wurde im Gegensatz dazu zum Nollendorfplatz zurückgezogen, an dem nun alle Züge außerhalb der Hauptverkehrszeiten endeten. Zum Fahrplanwechsel 2004 trat das Verkehrskonzept BVG 2005 plus in Kraft, das eine Umstrukturierung des Berliner U-Bahn-Netzes vorsah. Die U15 wurde durch die U1 ersetzt, den bisherigen Abschnitt der U1 zwischen Nollendorfplatz und Krumme Lanke bedient seitdem die Linie U3. Eine Ausnahme hierbei bildete der Zeitraum vom 4. bis zum 7. März 2013, währenddessen die Züge der U1, bedingt durch Bauarbeiten auf dem Abschnitt Uhlandstraße – Wittenbergplatz, wieder zwischen Warschauer Straße und Krumme Lanke verkehrten. Anders als in vergleichbaren Fällen (U12) wurde hier keine entsprechende Linienbezeichnung (beispielsweise: U13) eingeführt. Seit dem 7. Mai 2018 wird die U1 zwischen Wittenbergplatz und Warschauer Straße von der U3 verstärkt.

### Barrierefreier Ausbau
Von den insgesamt 13 Stationen sind zehn barrierefrei ausgebaut (Stand: 2023). Es fehlen noch die U-Bahnhöfe Möckernbrücke, Prinzenstraße (nur nach Warschauer Straße barrierefrei) und Görlitzer Bahnhof.

## Fahrplan
| Linie | Mo–Fr (ca. 6–21 Uhr) | Sa (ca. 6–21 Uhr) | Sonn- und Feiertag (ca. 7–21 Uhr) | Schwachverkehrszeit (Mo–Sa bis 6:00 Uhr, So bis 7:00 Uhr und täglich ab 21:00–ca. 0:30 Uhr) | Nacht Fr/Sa und Sa/So sowie in den Nächten vor gesetzlichen Feiertagen (Fr/Sa ca. 0:30/1:00–5/5:30 Uhr und Sa/So ca. 0:30/1:00–7:00 Uhr) |
| --- | -------------------- | ----------------- | --------------------------------- | ------------------------------------------------------------------------------------------- | --- |
| Uhlandstraße– Nollendorfplatz | 10 min               | 10 min            | 10 min                            | 10 min                                                                                      | 15 min |
| Nollendorfplatz – Warschauer Straße | 10 min               | 10 min            | 10 min                            | kein Betrieb                                                                                | kein Betrieb |
| In den Nächten Fr/Sa von ca. 0:30/1:00 Uhr bis ca. 5:00/5:30 Uhr und Sa/So von ca. 0:30/1:00 Uhr bis ca. 7:00 Uhr fahren die Züge der Linie U1 im 15-Minuten-Takt zwischen Uhlandstraße und Warschauer Straße. In den anderen Nächten übernimmt die Nachtbuslinie N1 die Aufgaben der Linie U1. |                      |                   |                                   |                                                                                             | |

Bis zum 6. Mai 2018 fuhr die U1 tagsüber (bzw. am Sonntag nachmittags) im 5-Minuten-Takt. Seit 7. Mai 2018 fährt die U1 wegen der Verlängerung der U3 zur Warschauer Straße im Tagesverkehr nur noch im 10-Minuten-Takt, sodass sich die U1 und U3 zwischen Wittenbergplatz und Warschauer Straße zu einem 3/3/4-Minuten-Takt ergänzen.

## Streckenplanung
| \| \| \| Frankfurter Tor (FTO) \| \| \| \| \| \| \| \| \| \| \| \| \| \| \| \| \| \| \| \| Warschauer Brücke \| \| \| \| \| \| \| \| \| \| Warschauer Straße (WA) \| \| \| \| \| Schlesisches Tor (S) \| \| \| \| \| bestehende Strecke Richtung Wittenbergplatz[10] \| \| |  |                                             |                                             |
| U-Bahn-Kopfbahnhof Streckenanfang (Strecke außer Betrieb) |  | Frankfurter Tor (FTO)                       | Frankfurter Tor (FTO)                       |
| |  |                                             |                                             |
| U-Bahn-Strecke (außer Betrieb) |  |                                             |                                             |
| |  |                                             |                                             |
| U-Bahn-Bahnhof (Strecke außer Betrieb) |  | Warschauer Brücke                           | Warschauer Brücke                           |
| |  |                                             |                                             |
| ehemaliger U-Bahn-Haltepunkt / Haltestelle Strecke bis hier außer Betrieb |  | Warschauer Straße (WA)                      | Warschauer Straße (WA)                      |
| U-Bahn-Haltepunkt / Haltestelle |  | Schlesisches Tor (S)                        | Schlesisches Tor (S)                        |
| U-Bahn-Strecke |  | bestehende Strecke Richtung Wittenbergplatz | bestehende Strecke Richtung Wittenbergplatz |

Der östliche Endbahnhof an der Warschauer Straße ist ein Umsteigebahnhof zur dortigen S-Bahn.
An den U-Bahnhof Warschauer Straße anschließend ist eine Verlängerung nach Norden zum U-Bahnhof Frankfurter Tor an der Linie U5 geplant, deren Verwirklichung jedoch fraglich ist. Sie ist im Flächennutzungsplan von Berlin ausgewiesen.
Im Jahr 2014 wurde eine alternative Konzeptstudie bekannt, die Linie parallel zur S-Bahn in Richtung Osten bis zum Bahnhof Ostkreuz zu verlängern. Der dortige S-Bahn-Knotenpunkt besitzt außerdem Regionalbahn-Anschluss. Die U1 könnte mit dieser Verlängerung große Teile von Kreuzberg an den östlichen S-Bahn-Ring und an den Regionalverkehr anschließen. Laut BVG stünden ausreichend Flächen für eine oberirdische und damit kostengünstige Ausführung zur Verfügung. Das Projekt könnte nach 2020 verwirklicht werden. Gegebenenfalls kann dabei eine Zwischenstation an der Brücke über die Modersohnstraße entstehen. Die Verlängerung bis Bahnhof Ostkreuz mit Halt an der Modersohnstraße ist Teil des Nahverkehrsplans Berlin 2019–2023.
Im westlichen Bereich gibt es eine Langfristplanung, den bisherigen Verlauf bis zum U-Bahnhof Adenauerplatz (U7) und weiter bis zum U-Bahnhof Theodor-Heuss-Platz (U2) zu verlängern. Im U-Bahnhof Adenauerplatz ist für die Verlängerung bereits ein zweiter Bahnsteig im Rohbau vorhanden. Trotz gewisser Bauvorleistungen auch am Messedamm ist eine Realisierung auf absehbare Zeit aber nicht zu erwarten. Diese Strecke ist im Großprofil unter dem Arbeitstitel Linie U3 geplant, wobei der bereits bestehende Abschnitt zwischen U-Bahnhof Kurfürstendamm und U-Bahnhof Uhlandstraße umzubauen wäre. Die Verlängerung bis U-Bahnhof Adenauerplatz ist im Flächennutzungsplan Berlin ausgewiesen. Sie soll gemäß Nahverkehrsplan Berlin 2019–2023 weiterhin planerisch gesichert und aus Netzgründen mittelfristig weiterverfolgt werden.

## Eröffnungsdaten
- 18. Februar 1902: Stralauer Thor – Gleisdreieck
- 12. August 1902: Warschauer Brücke – Stralauer Thor
- 03. November 1912: U-Bahnhof Gleisdreieck
- 12. Oktober 1913: Wittenbergplatz – Uhlandstraße
- 24. Oktober 1926: Gleisdreieck – Wittenbergplatz
- 28. August 1961: U-Bahnhof Kurfürstendamm

Der U-Bahnhof Osthafen, ursprünglich Stralauer Thor, lag zwischen Warschauer Brücke und Schlesischem Tor. Aufgrund der Nähe zur Warschauer Brücke wurde er nach dem Zweiten Weltkrieg nicht wieder aufgebaut. Der U-Bahnhof Warschauer Brücke wurde zur Wiedereröffnung nach der politischen Wende wegen der Nähe zum gleichnamigen S-Bahnhof in Warschauer Straße umbenannt.

Bildergalerie
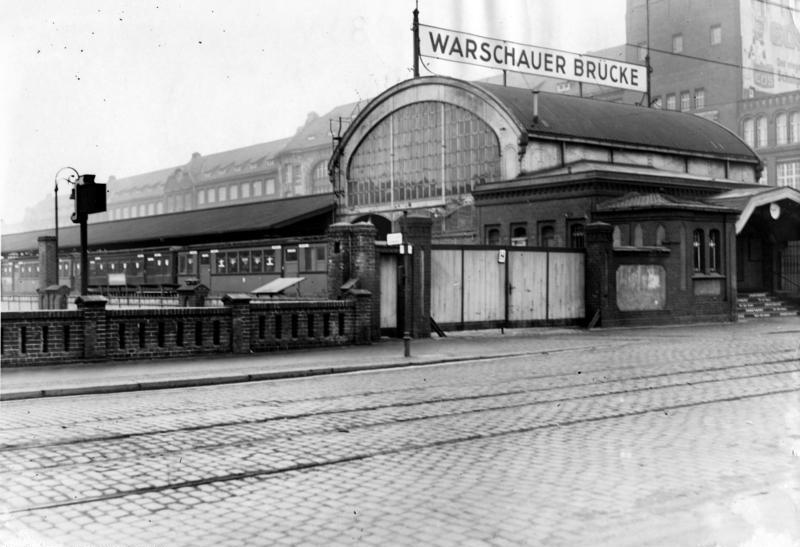
Bahnhof Warschauer Brücke, 1932
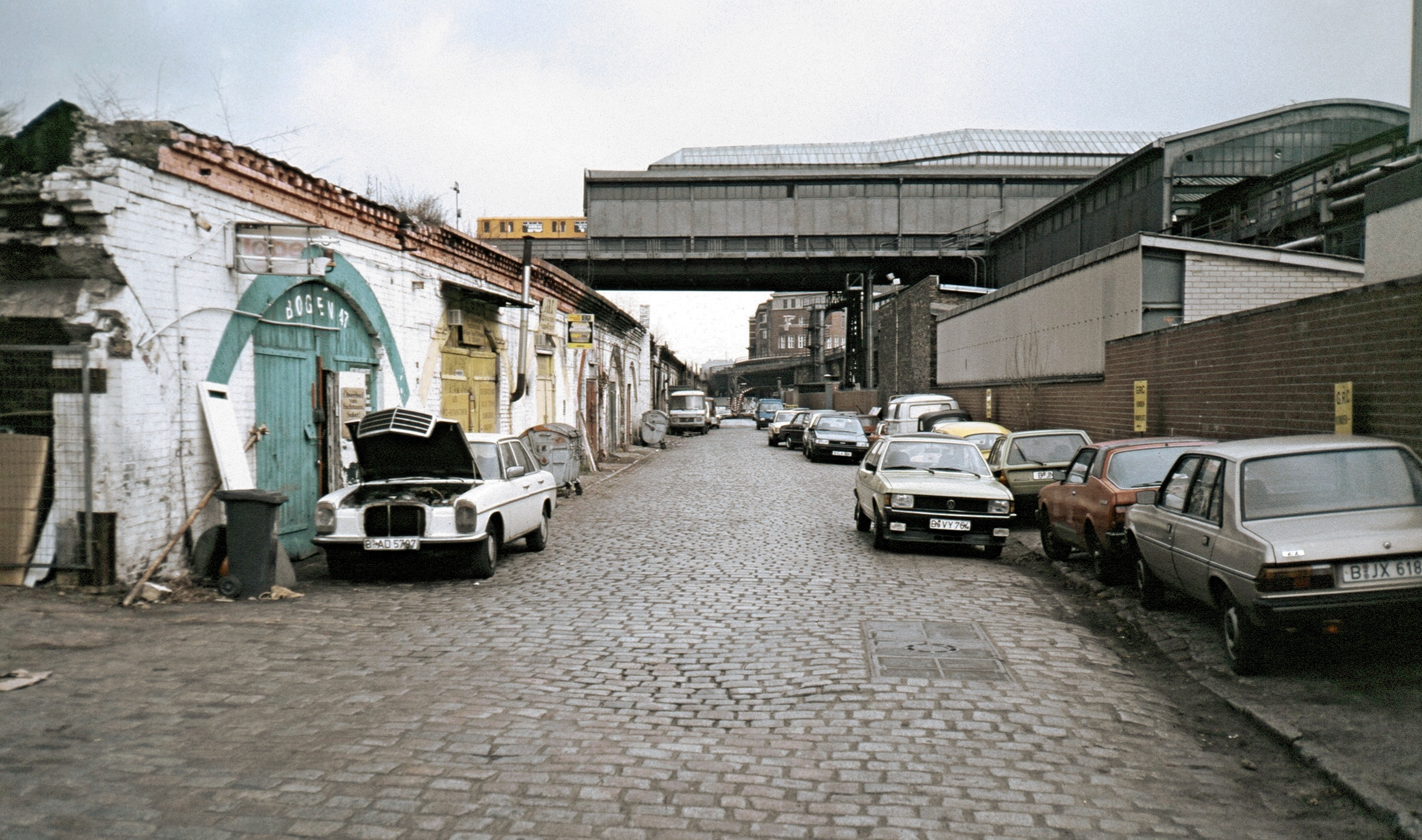
Bahnhof Gleisdreieck, oben U1, rechts U2, links stillgelegter Viadukt der S-Bahn, 1986
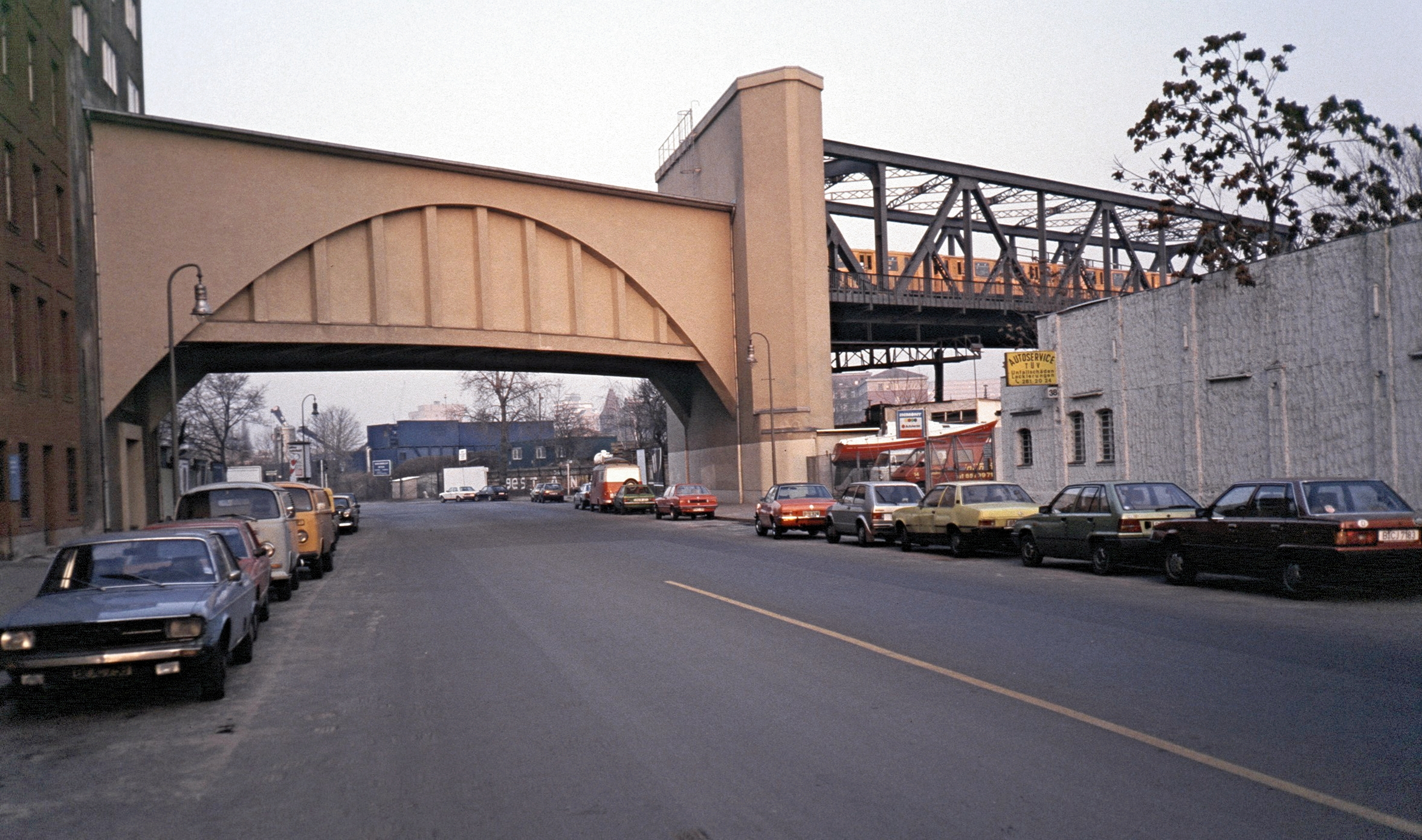
Hausdurchfahrt und ummauerte Brücke über die Dennewitzstraße, 1986
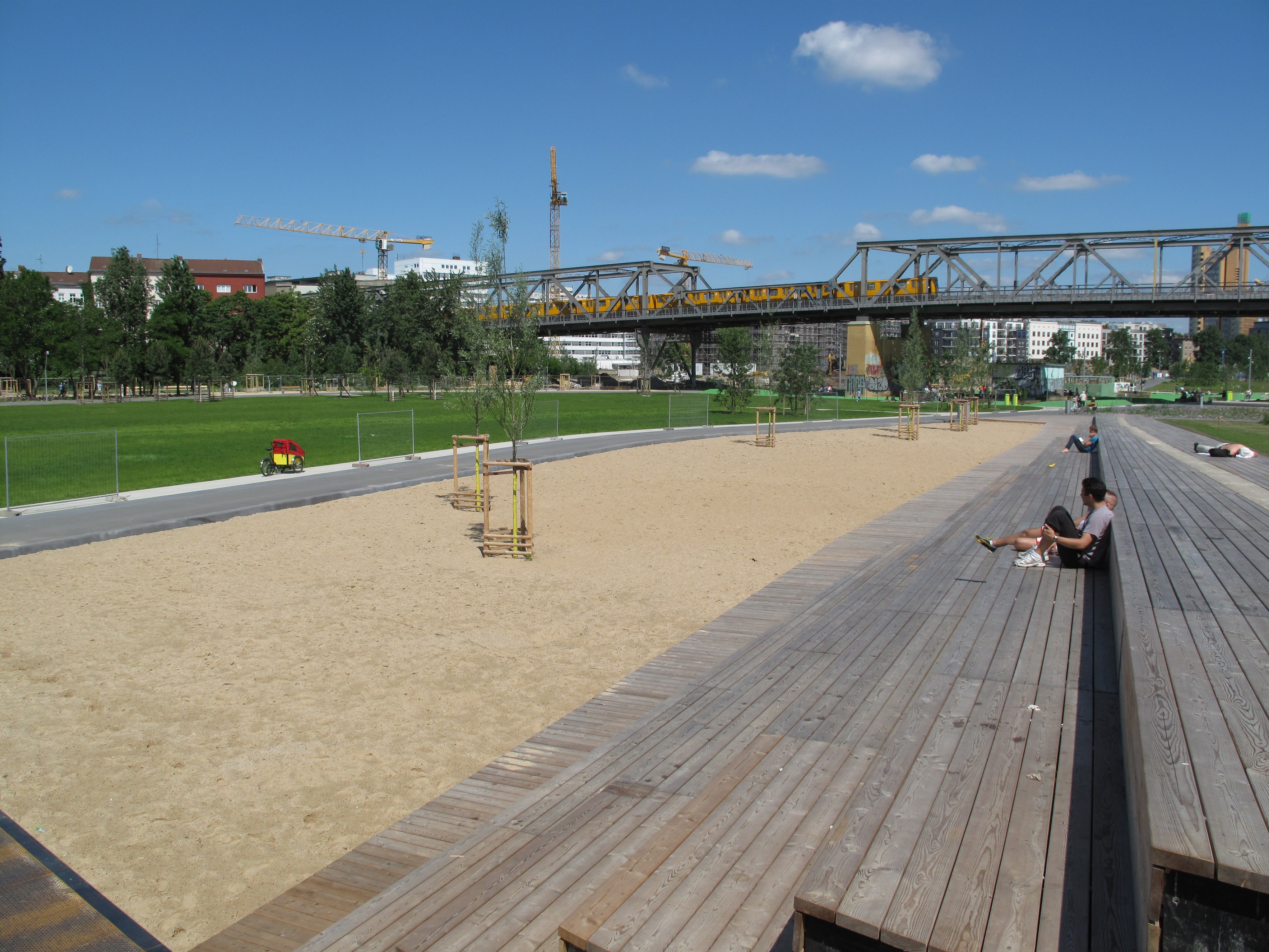
Hochbahntrasse im Park am Gleisdreieck

## Filme
- Endstation Schlesien – Eine Reise mit der Berliner U-Bahn Linie 1. Dokumentation. In: youtube.com, 1986